# José Bernal Gutiérrez
José Bernal Gutiérrez (Marbella, 3 de noviembre de 1974) conocido como Pepe Bernal, es un político, profesor e historiador español. Fue alcalde de Marbella entre 2015 y 2017.

## Biografía
Nació en Marbella, en el seno de una familia humilde y trabajadora, el 3 de noviembre de 1974. Actualmente está casado y tiene un hijo.

## Formación
En 1998 concluyó la Licenciatura de Filosofía y Letras por la Universidad de Málaga en la especialidad de Historia Contemporánea. 
En 2009 se especializó en Alta Dirección de Instituciones Sociales por el Instituto Internacional San Telmo.
En 2010 obtuvo el título de doctor en Historia por la Universidad de Málaga, versando su tesis sobre la explotación minera de Marbella en el Sexenio Democrático con la calificación de Sobresaliente "cum laude".
En 2014 completó el posgrado en Gobierno de la Ciudad: Derechos ciudadanos y políticas públicas por la Universidad Abierta de Cataluña.
En 2020 obtuvo el grado de Derecho por la Universidad Camilo José Cela, y en 2022 obtuvo el máster de Abogacía por la Universidad de Málaga.

## Ámbito profesional
En 2000 aprobó las oposiciones para profesor de Secundaria, desarrollando su actividad profesional como profesor en varios Institutos de Educación Secundaria de Marbella (IES Sierra Blanca, IES Río Verde e IES Guadalpín), obteniendo plaza definitiva en el IES Victoria Kent en el año 2004, puesto que sigue teniendo en posesión.
Durante su docencia fue Asesor Cívico Social en el CEP Marbella Coín.

## Ámbito de la investigación
Integrante del Grupo de Investigaciones Históricas Andaluzas de la Universidad de Málaga. Sus trabajos se centran principalmente en la historia social y económica del siglo XIX, donde destaca la investigación sobre el colonialismo británico minero, fundamento de su tesis doctoral. 
Ha publicado diversos artículos en revistas especializadas de Historia y colaborado en obras conjuntas. Además, ha publicado las siguientes monografías: Benalmádena a la luz de Catastro del Marqués de Ensenada (2004), Historia del PSOE en Marbella y San Pedro Alcántara (1931-2006). 75 años de la Agrupación Socialista de Marbella (2006), Marbella vista por los viajeros románticos (2009), El aguardiente de Ojén. Historia y Leyenda (2014), Marbella, entre la guerra y el liberalismo (1808-1814). Desde la Guerra de la Independencia al primer constitucionalismo (2022), Las agrupaciones socialistas de Benagalbón. Una historia desde 1890 (2022) y Reivindicando (a) Esperanza. Esperanza Puerta Caballero: La concejala socialista en la II república de Málaga (2024).
En el año 2008 obtuvo el V Premio Vázquez Clavel de Historia.

## Ámbito político
Ingresó muy joven en el movimiento sindical de la Universidad de Málaga y en las juventudes del PASOC, así como en diferentes organizaciones sociales. Afiliado en la UGT fue miembro de la Junta de Personal de Educación de la provincia de Málaga por la FETE-UGT.
Desde 2003 milita en el PSOE de Marbella siendo entre 2008 y 2017 Secretario General.
En octubre de 2017 fue elegido Presidente de la ejecutiva provincial de Málaga.
Desde diciembre de 2021 es Secretario de Organización de la ejecutiva provincial de Málaga.

## Ámbito institucional

### Mancomunidad de Municipios de la Costa del Sol Occidental
En febrero de 2009, fue nombrado Consejero Delegado de Acosol por la Comisión Gestora de la Mancomunidad de Municipios de la Costa del Sol hasta julio de 2011.
Desde 2017 es miembro de la Comisión Gestora de la Mancomunidad de Municipios de la Costa del Sol Occidental.

### Ayuntamiento de Marbella
En junio de 2011 fue elegido concejal en el Ayuntamiento de Marbella por el PSOE ejerciendo como Portavoz del grupo municipal.
En las elecciones de mayo de 2015 obtuvo Alcaldía de Marbella por el PSOE con el apoyo de IU-LV, Costa del Sol Si Puede y OSP (Opción Sampedreña)
El 29 de agosto de 2017 cesó en el cargo tras prosperar una moción de censura presentada por el Partido Popular y Opción Sampedreña, volviendo a dirigir la oposición del Ayuntamiento.

### Parlamento de Andalucía
Elegido Diputado por el Parlamento de Andalucía en la IX legislatura (2012-2015) formó parte en varios órganos parlamentarios:
- Portavoz y Vocal en la Comisión de Cultura y Deporte
- Co-Portavoz y Vocal en la Comisión de Educación, Cultura y Deporte
- Vocal en la Comisión de Igualdad, Salud y Políticas Sociales
- Vocal en la Comisión de Control de la RTVA y de sus Sociedades Filiales
- Vocal en la Comisión de Turismo y Comercio
- Vocal en la Comisión de Educación

### Diputación de Málaga
En julio de 2019 fue elegido Diputado Provincial de la Diputación de Málaga ejerciendo como Portavoz del Grupo Socialista.